# Cara Cunningham
Cara Cunningham (Kenwood, Tennessee, 7 december 1987), voorheen Chris Crocker, is een transgender Amerikaanse videoblogger, die in 2007 wereldwijde bekendheid verwierf met haar video Leave Britney Alone pt. 1.
Cunningham werd geboren in Kenwood. Al vanaf jonge leeftijd toonde zij zich openlijk homoseksueel en had ze interesse in travestie. Ze volgde privéonderwijs, omdat zij op de openbare scholen te veel gepest en bedreigd werd om haar kleding en make-up.
In juni 2006 begon zij op MySpace een videoblog, waarin zij via monologen haar leven als niet geaccepteerde homoseksueel in een christelijke omgeving beschreef. Hoewel zij een flink aantal video's heeft opgenomen is Cunnigham voornamelijk bekend door de video waarin zij zich, tot tranen toe, richt tegen de slechte kritieken die Britney Spears kreeg voor haar desastreuze optreden op de MTV Video Music Awards in 2007. Deze video kreeg wereldwijde aandacht in de pers en werd gevolgd door vele parodieën. Haar video werd onder meer geparodieerd in de South Park-aflevering Canada on Strike, waar zij in een wachtkamer te zien is met andere figuren uit virale video's.
Op 18 september 2007 maakte Variety Magazine bekend dat Cunningham een contract had gesloten voor een eigen realitysoap. In 2008 werden de video's van Cunningham ongeveer 45 miljoen keer bekeken via MySpace. Op YouTube staat zij op de 19e plaats, als het gaat om meest bekeken weblogs met zo'n 65 miljoen views.
Cunningham is al diverse malen met de dood bedreigd, wegens haar optredens op YouTube en MySpace.

## Privé
Cunningham woonde bij haar grootouders, die aanhangers zijn van de pinksterbeweging. Haar grootvader heeft weinig weet van haar optredens, terwijl haar grootmoeder enkele keren zelf in de filmpjes verschenen is. Chris Crocker was een pseudoniem, dat zij om veiligheidsredenen gebruikte. Ook de exacte locatie van haar woonplaats houdt zij geheim. Volgens haar eigen homepage woont ze sinds januari 2008 in Los Angeles.
Cunningham is genderqueer en beschrijft haar genderidentiteit als zowel mannelijk als vrouwelijk. In augustus 2021 kwam Cunningham met een statement dat ze voortaan door het leven gaat als Cara.